# Ferran Alberich
Ferrán Alberich Rodríguez (Sabadell, 1947) es un preservador y restaurador de documentos cinematográficos que abandonó la carrera de matemáticas para dedicarse a la crítica cinematográfica y consiguió rodar un cortometraje. Pero su importancia recae con su trabajo en la recuperación, la restauración y la difusión del patrimonio desde 1972 en instituciones como la Filmoteca Española y la de Cataluña.

## Biografía
Nació en Sabadell en el año 1947, durante los años sesenta se empieza a interesar por el cine viéndolo como un espacio de libertad y conocimiento como otros en la misma generación es por ello que deja la carrera de matemáticas para dedicar su vida a a la crítica cinematográfica, a la programación en el cine club Sabadell y a rodar su primer y único cortometraje. Desde este punto su vida a girado en torno a la séptima arte en todos sus ámbitos, con una capacidad innata para comprender la cinematografía pero, sobre todo, destaca en el ámbito de la recuperación, la restauración y la difusión del patrimonio cinematográfico. Desde 1972, se vincula a instituciones como Filmoteca Española y Filmoteca de Catalunya.
Abogó por la recuperación de importantes obras como las del director Ignasi F. Iquino o películas de la Guerra Civil. También propuso un estudio sistemático de los fondos fílmicos de la Cinemateca Española, que fue una base fundamental para establecer un proyecto de restauración del cine español dejando así la restauración de títulos importantes como: 'Vida en sombras' (Ll. Llobet Gracia, 1948-1950), 'Sierra de Teruel' (A. Malroux, 1938-1939), 'Raza / Espíritu de una raza' (JL. Saez de Heredia, 1941 / 1950), 'La Verbena de la Paloma' (B. Perojo, 1935), 'Los jueves milagro' (L. G. Berlanga, 1957), o 'Un Perro Andaluz - Un Chien Andalou' (L. Buñuel y S. Dalí, 1929).
Entre los años 2004 y 2006, cabe destacar la redacción junto con el director de cine Carlos Benpar de "Cineastas contra Magnates" (C. Benpar, 2005), premio Goya 2005 al mejor documental, y "Cineastas en Acción" (C. Benpar, 2005), que vuelve a obtener en la misma categoría el premio Goya del año siguiente. Detrás de las cámaras dirige los siguientes cortos: "Retrato de grupo" (1976), "Bajo el signo de las sombras" (1984) y el documental "Balenciaga y la alta costura en Barcelona" (2013).  

## Premios
En el año 2022 recibió el Premio Nacional de Patrimonio Cinematográfico y Audiovisual concedido por el Ministerio de Cultura y Deporte debido a su gran trayectoria en el ámbito de la conservación y recuperación del cine español durante las últimas décadas además, por haber  impulsado y promovido el cine como patrimonio cultural y memoria viva